# Léonie de Jonge
Léonie de Jonge (Ettelbruck, 7 januari 1990) is politicoloog en hoogleraar rechtsextremismeonderzoek aan de Eberhard-Karls-Universiteit.

## Carrière
Léonie de Jonge studeerde internationale betrekkingen aan de Cornell-universiteit en behaalde haar Master in de studie Politics & International Relations aan de Universiteit van Cambridge. In 2019 promoveerde De Jonge in Cambridge op haar proefschrift The Success and Failure of Right-Wing Populist Parties in the Benelux.
Tussen 2019 en 2024 was ze als universitair docent verbonden aan de Rijksuniversiteit Groningen. Vanwege haar werkzaamheden waarin ze onderzoek doet naar extreemrechts werd ze het doelwit van het extreemsrechtse platform Vizier Op Links. In 2023 trad De Jonge toe tot De Jonge Akademie. Sinds januari 2025 is ze als hoogleraar verbonden aan de Eberhard-Karls-Universiteit. Daar leidt ze samen met twee andere hoogleraren het onderzoeksinstituut IRex, dat onderzoek doet naar extreemrechts.

## Publicaties
- De Jonge, Léonie & Voerman, Gerrit (2025): “Fortuyn versus Wilders versus Baudet: The Evolution of Populist Radical Right Party Organisation in the Netherlands”, in: European Political Science Review.
- De Jonge, Léonie (2021): “Is the (Mass) Party Really Over? The Case of the Dutch Forum for Democracy.” Politics & Governance, 9(4): 286–295
- De Jonge, Léonie (2021): The Success and Failure of Right-Wing Populist Parties in the Benelux Countries. London, Routledge.